# スプリングフィールド (軽巡洋艦)
スプリングフィールド (USS Springfield, CL-66/CLG-7)は、アメリカ海軍の軽巡洋艦。クリーブランド級軽巡洋艦の12番艦。後にミサイル巡洋艦へ改装され、プロビデンス級ミサイル巡洋艦の2番艦となる。艦名はイリノイ州スプリングフィールドおよびマサチューセッツ州スプリングフィールドに因んで命名された。その名を持つ艦としては3隻目。

## 艦歴
「スプリングフィールド」は1943年2月13日にマサチューセッツ州クインシーのベスレヘム・スチール、フォアリバー造船所で起工する。1944年3月9日にアンジェリーナ・バーテラおよびノーマ・マッカレーによって命名、進水し、1944年9月9日にマサチューセッツ州ボストンで艦長フェリックス・L・ジョンソン大佐の指揮下就役した。
11月7日、ボストンから処女航海に出港。2日後にノーフォークへ入港し、チェサピーク湾で数日間の射撃訓練を行った後、英領西インド諸島へ向かった。11月21日にトリニダード島のパリア湾へ到着し、1ヶ月間慣熟訓練を行った。12月21日、訓練を終えた「スプリングフィールド」はボストンへ帰港した。

### 1940年代
「スプリングフィールド」は1945年1月10日に再びボストンを出港し、バミューダ近海でさらなる訓練を行った。訓練を終えると1月13日にノーフォークへ向かい、1月23日まで同地周辺に留まり、整備と射撃訓練を行った。同日朝、ヤルタ会談へ向かう大統領フランクリン・D・ルーズベルトを乗せてマルタまでまで向かう重巡洋艦「クインシー (USS Quincy, CA-71) 」とシンブル・ショール海峡で合流し、第21.5任務群 (TG21.2) を形成した。1月28日、TG21.2はアゾレス諸島の南300マイル (480 km) の地点で別のアメリカ艦隊と任務を交代し、「スプリングフィールド」はパナマ運河へ向かい、2月5日に運河を通過して2月16日に真珠湾に到着した。
「スプリングフィールド」は西太平洋へ向けて出港する前の5日間、補給を受け、対空射撃訓練を行った。3月2日にエニウェトク環礁に寄港し、3月6日にウルシー環礁に到着した。3月14日にウルシーを出港し、翌日に空母機動部隊（第58任務部隊）に合流した。
それからの2か月間、「スプリングフィールド」は第58任務部隊 (TF58) と行動を共にした。3月18、19日に九州と本州を爆撃したTF58は沖縄へ向かった。3月28日～4月1日まで、「スプリングフィールド」は沖縄を攻撃する空母群の護衛を行った。3月27,28日には南大東島へ艦砲射撃を行った。
「スプリングフィールド」は約2か月間にわたり沖縄の東～南東海上で空母の護衛を行ったが、その期間中に日本の特攻機を3機撃墜している。4月17日、被弾した特攻機に肉迫されたが寸前でこれをかわし、特攻機は艦から僅か50ヤード (46 m) の海上に墜落した。
5月10日と11日、再び南大東島を攻撃するため空母の護衛任務から外れた。3月23日～5月28日の間で「スプリングフィールド」が沖縄を離れたのはTF58が九州の日本軍基地を攻撃した5月13、14日の2回だけだった。
5月30日、「スプリングフィールド」はフィリピン・レイテ島のサンペドロ湾に停泊し、整備を受けた。1か月後、レイテ島を出撃し、日本本土への攻撃行う第38任務部隊 (TF38)に合流した。7月10、11日に空母群は東京へ向けて艦載機を発進させた。7月13、14日は本州北部と北海道を攻撃した。空母機動部隊は7月14日と15日の夜に本州沿岸で対艦掃討作戦を実施し、7月17日に再び東京と横浜を爆撃した。7月18日には戦艦「長門」「榛名」を攻撃し、7月24、25、28日には神戸と呉を爆撃した。「スプリングフィールド」も7月24，25日に本州南部沿岸に対し艦砲射撃を行っている。7月30日、空母群は再び東京を爆撃した。TF38は本州沿岸を掃海しながら敵艦を捜索し、8月9日、10日には本州北部と北海道を爆撃した。8月13日、空母群は東京に向けて最後の空襲を行った。8月15日に太平洋戦争は終結した。
8月27日、「スプリングフィールド」は第35任務部隊とともに相模湾に錨を下ろした。8月30日、第31任務部隊の東京湾入りと横須賀鎮守府の接収を支援した後、錨地に戻った。9月3日、東京湾に入る。「スプリングフィールド」は1946年1月初旬まで極東に留まった。その間、日本の佐世保と横須賀、中国の上海・大沽・青島と秦皇島、朝鮮の仁川を訪問している。
1946年1月9日、「スプリングフィールド」は青島を出港し、東へ向かった。カリフォルニア州サンペドロを経て1月25日、メア・アイランド海軍造船所に到着した。
「スプリングフィールド」は2月15日にサンペドロへ戻り、11月1日に西太平洋へ戻るまで西海岸で過ごした。11月15日にグアムへ到着し、翌年2月19日までグアムとサイパン島の間のマリアナ諸島で活動した。2月25～27日までクェゼリン環礁に停泊し、その後東へ向かった。3月11～18日まで真珠湾に停泊した後、カリフォルニア州サンペドロに向けて出港し、3月24日に到着した。
「スプリングフィールド」は西海岸で1年半余りを過ごした後、再び極東へ向かった。1948年11月3日に横須賀へ入港し、5月中旬まで第7艦隊と行動を共にした。この間に佐世保・呉・青島・上海・沖縄を再訪し、函館・小樽・香港を初めて訪れた。

### 1950年代
「スプリングフィールド」は1949年6月1日に西海岸に戻り、不活化オーバーホールを受け、1950年1月、太平洋予備艦隊所属となった。1957年3月、西海岸からパナマ運河を経由してボストンまで曳航され、5月15日にフォアリバー造船所に入渠し、ミサイル巡洋艦への改装工事に入った。改装には3年以上が費やされ、最後の作業はボストン海軍工廠で3ヶ月にわたり行われた。

### 1960年代

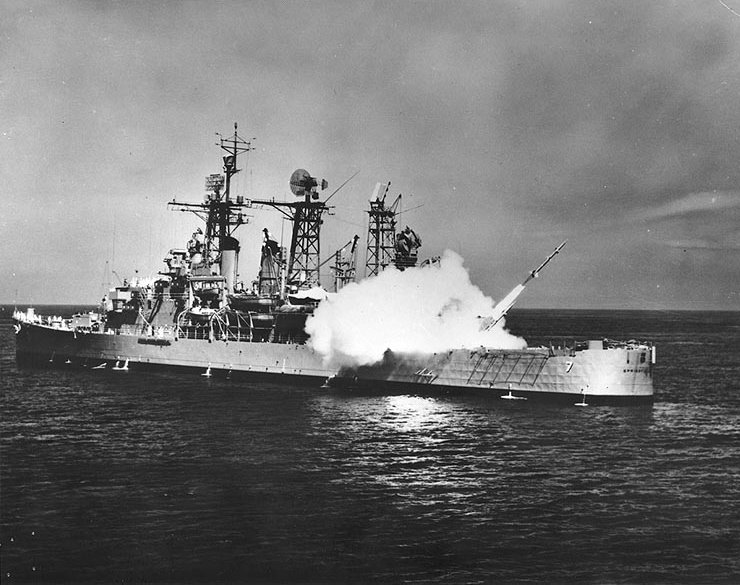
テリアミサイルを発射する「スプリングフィールド」（1960年）

1960年7月2日、「スプリングフィールド」はフランシス・D・ボイル大佐の指揮下でボストンで再就役した。7月初旬から11月にかけて、ニューイングランド沿岸で評価試験を行い、キューバのグアンタナモ湾で慣熟訓練を行った。12月4日、ボストンを出港し、地中海へ向かった。10日後、重巡「デモイン (USS Des-Moines, CA-134) 」と交代して第6艦隊旗艦となり、1967年まで務めた。その後の3年間で地中海沿岸の主要な港を全て訪れた他、ユーゴスラビアのドゥブロヴニクとスプリト、キプロスのファマグスタ、コルシカ島のアジャクシオも訪問している。また米国の艦艇や他国の艦艇とともに数多くの国内および多国間の演習に参加した。さらに艦隊旗艦としてギリシャ王コンスタンティノス2世、モナコ大公妃グレースなど多くの要人の表敬訪問を受けている。1967年1月28日、旗艦の座をミサイル巡洋艦「リトルロック (USS Little-Rock, CL-92)」に譲り、イングランドのポーツマスを経由してアメリカへ向かった。
「スプリングフィールド」は2月16日にボストンに到着し、直ちに半年間のオーバーホールに入った。オーバーホール終了間際の8月1日、母港がノーフォークに変更された。8月6日、バージニア州ヨークタウンに到着し、9月1日には重巡「ニューポート・ニューズ (USS Newport-News, CA-148) 」から第2艦隊旗艦の任を引き継いだ。9月上旬には大西洋艦隊射爆場でミサイル数発を含む射撃訓練を行った。プエルトリコのルーズベルト・ロアドス海軍基地で給油を受けた後、「スプリングフィールド」はイギリスのポーツマス、オランダのアムステルダム、ポルトガルのリスボン、スペインのバルセロナとマヨルカ島のポレンサ湾を訪問し、11月6日にノーフォークへ帰港した。
その後の10か月間、「スプリングフィールド」はノーフォークを離れ、演習や訓練航海に参加した。1968年9月12日、大西洋を北東に向かい、北極圏のノルウェー海で行われたNATOの「シルバー・タワー」演習に参加した。9月27日、演習海域を離れ、南へ向かい、スコットランドのロスシー、ノルウェーのオスロ、ポーツマス、フランスのル・アーヴル、リスボンを経て10月23日にスペインのロタに到着した。翌日にロタを出港し、11月1日にノーフォークへ帰港した。その後は通常任務に戻っていたが、1969年7月8日、耐久試験のため航行を制限する旨の命令が出たため第2艦隊旗艦の任を「ニューポート・ニューズ」に譲った。

### 1970年代

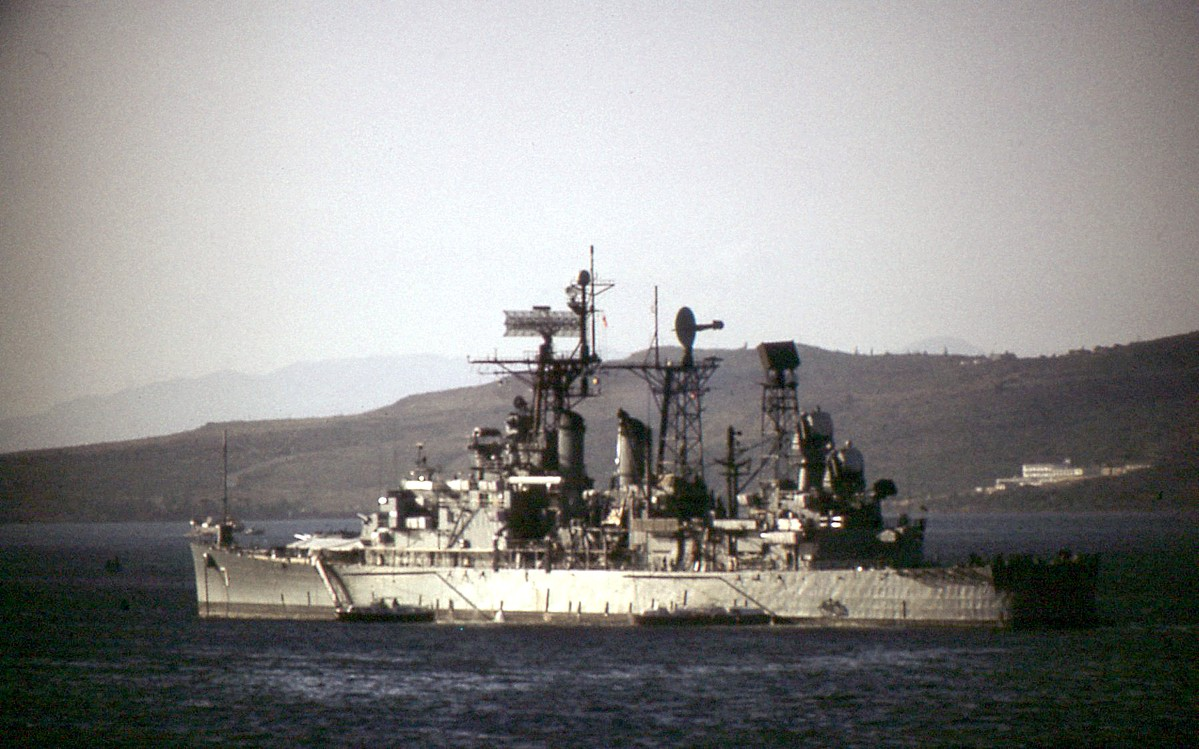
1972年、クレタ島ソウダ湾にて

1970年1月14日、「スプリングフィールド」は再び第2艦隊旗艦となった。しかし7か月後、再び旗艦を「ニューポート・ニューズ」に譲り、8月10日に地中海へ向かった。8月22日、「スプリングフィールド」は「リトルロック」から第6艦隊旗艦を引き継ぎ、以降の4年間を地中海で過ごした。その間、演習と外交活動に従事し、大統領リチャード・ニクソンなど多くの要人が艦を訪問した。
地中海での滞在期間中、「スプリングフィールド」はジブラルタル海峡を4度通過し、リスボンとモロッコのカサブランカを2回ずつ訪れている。1973年4月、第6艦隊司令官ジェラルド・E・ミラー中将が座乗した「スプリングフィールド」は4万人が家を失ったチュニジアの豪雨災害への救援活動に空母「フォレスタル (USS Forrestal, CV-59) 」、ミサイル駆逐艦「サンプソン (USS Sampson, DDG-10) 」、揚陸艦「ポンス (USS Ponce, LPD-15) 」とともに参加した。1973年9月1日、「スプリングフィールド」は旗艦の任を再度「リトルロック」に譲って西へ向かい、途中ジブラルタルとアゾレス諸島に立ち寄り9月14日にボストンへ帰還した。「スプリングフィールド」に搭載されていたテリアミサイルシステムは1960年代後半には旧式化しており、レーダーやその他の機器を更新してスタンダードミサイル (SM) を搭載するには巨額の費用が必要とされた。
「スプリングフィールド」は9月17日までボストンに留まり、その後不活化処置を受けるためノーフォークへ移動した。9月19日にノーフォークへ入港し、3か月後にはバージニア州ポーツマスの不活化処置施設に入った。1974年5月15日に退役しフィラデルフィアの大西洋予備艦隊施設に係留された。
「スプリングフィールド」は第二次世界大戦の戦功で9つの従軍星章を受章した。